# Super Mario 3D World
|  | No s'ha de confondre amb Super Mario World o Super Mario 3D Land. |

Super Mario 3D World (スーパーマリオ3Dワールド, Sūpā Mario Surī Dī Wārudo) és un videojoc de plataformes desenvolupat per Nintendo EAD Tòquio per a la Wii U, els mateixos creadors de Super Mario Galaxy 2 i Super Mario 3D Land. Va ser anunciat al Nintendo Direct del 23 de gener de 2013 i es tracta del quinzè títol de la sèrie Super Mario i el sisè amb jugabilitat en tres dimensions. Es tracta d'una seqüela de Super Mario 3D Land.
El videojoc va sortir en format físic i en format digital el 21 de novembre de 2013 al Japó, el 22 de novembre de 2013 a Europa, a Amèrica del Nord el 29 de novembre de 2013 i a Australàsia el 30 de novembre de 2013. El videojoc va ser títol de llançament per a la consola Wii U al Brasil, on va sortir a les botigues el 26 de novembre de 2013.
Super Mario 3D World ha rebut excel·lents crítiques de part dels mitjans principals. Molts van considerar-lo el millor videojoc de Wii U per la presentació, el disseny de nivells i la banda sonora. A més, cal destacar que ha rebut nombroses nominacions. Va vendre 5,87 milions d'unitats esdevenint el segon joc més ben venut de la consola.
Super Mario 3D World va rebre una adaptació per a Nintendo Switch que va afegir una nova campanya en món obert per a un sol jugador, dins l'anomenat Super Mario 3D World + Bowser's Fury. Va ser llançat el 12 de febrer de 2021 i a data de juny de 2021 ha venut 6,68 milions d'unitats.

## Jugabilitat

Una captura de Super Mario 3D World revelada l'E³ 2013, on es veu en Mario en el món 2-1 del joc. La icona del personatge es veu molt marcada, com en un artwork (de Super Mario Bros.: The Lost Levels). A la part superior dreta de la imatge s'hi pot veure una icona d'una càmera, que simbolitza que s'està ajustant la visió. I al fons de la imatge s'hi poden veure tubs transparents, per tal que el personatge es pugui veure mentre hi llisca per dins. També s'hi poden veure unes estrelles al costat del marcador de Monedes Verdes de la part superior esquerra, que tenen la funció de les Monedes Estrella de 3D Land. El jugador també pot obtenir una Estampació per nivell.

El videojoc està basat en Super Mario 3D Land, ja que conté un món tridimensional extens, basat superficialment en el món de Super Mario Bros. 3. Conté elements vistos en anteriors videojocs de desplaçament lateral però adaptats en el món 3D, en aquest cas de Super Mario World (per exemple, alguns enemics) com també pot ser de Super Mario 64, Super Mario Galaxy i la seva seqüela. Els nivells són oberts altre cop, alguns lineals, que tenen un límit de temps i un final agafant la clàssica bandera de final de nivell. Com en Super Mario 3D Land, tornen un tipus de Monedes col·leccionables per a aconseguir extres, però en aquest cas seran Monedes Verdes, de Super Mario Galaxy 2.

### Personatges
En el videojoc estan disponibles fins a 6 personatges jugables, cadascun amb els seus desavantatges, convenients i la forma de trobar-los.
| Personatge                  | Avantatge | Inconvenient                                                                 | Estadístiques            | Forma de desbloquejar-lo                                    |
| --------------------------- | --- | ---------------------------------------------------------------------------- | ------------------------ | ----------------------------------------------------------- |
| Mario                       | Personatge que fa de balança, controls fàcils. | Personatge que fa de balança, controls fàcils.                               | Velocitat: ★★☆ Salt: ★★☆ | Jugable des del principi                                    |
| Luigi                       | Luigi pot saltar més alt que la resta de personatges. | Té una tracció més baixa i fa menys sprints.                                 | Velocitat: ★★☆ Salt: ★★★ | Jugable des del principi                                    |
| Princesa Peach              | Peach es pot aguantar a l'aire durant un breu període i fa sprints més grans.                                                                            | Corre més lentament que la resta.                                            | Velocitat: ★☆☆ Salt: ★★☆ | Jugable des del principi                                    |
| Toad                        | Toad pot córrer més que la resta. | Cau més ràpid que els altres personatges i salta a menys alçada.             | Velocitat: ★★★ Salt: ★☆☆ | Jugable des del principi                                    |
| Rosalina (Estela a Espanya) | Estela pot utilitzar el seu atac giratori que li dona un doble salt eficaç, i té el salt d'alçada igual d'alt que com el d'en Luigi, però sense tracció. | Fa sprint molt poc i perd el seu atac giratori quan ella guanya un power-up. | Velocitat: ★☆☆ Salt: ★★★ | Completar el Món Estrella-2                                 |
| Captain Toad                | N/A. | No pot saltar.                                                               | Velocitat: ☆☆☆ Salt: N/A | Només jugable en els nivells The Adventures of Captain Toad |

Com s'hi pot llegir, cada personatge té una característica diferent de la resta, com en Super Mario Bros. 2, on exactament tenien les mateixes qualitats. Els personatges també poden fer moviments com el Salt, el Salt Bomba, Ajupir-se, Ajupir-se i Saltar, el Salt Doble i el Salt de Longitud. Alguns cops el Mii registrat abans en la consola Wii U hi pot aparèixer.

### Transformacions
| Nom de la transformació                     | Nom de l'ítem                               | Poder | Novetat |
| ------------------------------------------- | ------------------------------------------- | --- | ------- |
| Mini Mario                                  | Cap, s'aconsegueix quan un enemic el fereix | Cap, fins que aconsegueixi el poder de Super Mario o superior. | No      |
| Super Mario                                 | Super Xampinyó                              | Sobreviu a un atac dels enemics (el torna Mario Petit), pot trencar maons i rebre dels "blocs ?" nous poders. | No      |
| Mario de Foc                                | Flor de Foc                                 | Llençar boles de foc. | No      |
| Gat Mario                                   | Cascavell de Gat                            | Permet al jugador esgarrapar als enemics, enfilar-se per les parets i córrer més (com el poder de Co-Star Luma de Super Mario Galaxy 2 i el mode d'ajuda de New Super Mario Bros. U). | Sí      |
| Doble Mario                                 | Parell de Cireres                           | El personatge pot duplicar-se i així augmenten les possibilitats d'acabar amb un enemic o ajudar-se mútuament. | Sí      |
| Tanooki Mario                               | Super Fulla                                 | Permet volar i fer un cop de cua. | No      |
| Boomerang Mario                             | Flor de Boomerang                           | Llança bumerangs, que permeten recollir objectes en la distància i també derrotar els enemics. | No      |
| Mega Mario                                  | Xampinyó Gegant                             | Pot destrossar tot allò que troba, defensar-se dels enemics i ser invencible durant un límit de temps. | No      |
| Mario Invencible                            | Super Estrella                              | Derrota als enemics en el contacte, és invencible. | No      |
| Tannooki Mario Blanc                        | Super Fulla Invencible                      | Té les mateixes habilitats que el Tanooki Mario però pot ser invencible, a més. | No      |
| Estàtua Daurada Mario 'Gat Afortunat Mario' | Cascavell de la Sort                        | L'Estàtua Daurada Mario és com l'estàtua que es pot transformar en Super Mario Bros. 3 usant el Tanooki Mario; és a dir, es pot quedar quiet el personatge durant poc temps i si algú s'hi apropa es derrotarà a l'instant. El Gat Afortunat Mario és la posició sense estàtua, que sembla el Gat Mario normal. | Sí      |

També el jugador es pot ficar un Canó al cap, que li permetrà llançar Bullet Bill als enemics per a destruir-los completament. També torna l'ítem del Casc Helicòpter, que permet volar durant un moment determinat i deixar-se a l'aire, però no es considera un poder. Com en Super Mario 3D Land, hi ha enemics que s'adapten a aquests poders, en aquest cas hi ha Goombas gats, per exemple. El jugador també es pot posar el Casc Moneda, de New Super Mario Bros. 2, que s'aconseguia prement 10 vegades un bloc de maó i permetia al personatge recollir monedes durant un temps. També els personatges poden il·luminar un territori fosc amb una caixa especial.

### Mons i tipus de nivells
Els mons en què el jugador pot accedir als nivells tenen una aparença més tridimensional, comparats amb Super Mario 3D Land i New Super Mario Bros. U, i són 7 illes. Hi ha el Món 1 (herba), el Món 2, (desert), el Món 3 (gel), el Món 4 (canons i muntanyes), el Món 5 (platja i oceà), el Món 6 (núvol), el Món Castell (un castell submergit en lava, on la Vermella Princesa Sprixie hi és captiva), el Món Bowser (el vuitè i el món final, un gran parc d'atraccions de Bowser on es troben tots els set Sprixies. El cap final és la trobada final amb en Bowser, que s'ha transformat en "Meowser" -Bowser gat-. Hi ha mons bonus: el Món Estrella, el Món Xampinyó, el Món Flor i el Món Corona.
Aquests tipus de nivells són nous:
- The Adventures of Captain Toad és nou tipus de nivell on s'ha d'utilitzar el giroscopi del GamePad per a descobrir els secrets que amaga un nivell tri-dimensional semblant als de Super Mario 3D Land sota el control d'una mena de Toad que per primer cop va aparèixer en els dos Super Mario Galaxy amb el nom de Jefe de Brigada Toad (després Captain Toad), com si fos un trencaclosques, i la seva finalitat és recol·lectar cinc Estrelles Verdes, desafiant al jugador a fer-ho sense la possibilitat de saltar, és a dir, que s'ha de moure entre els camins problemàtics que hi ha.[14]
- Caixes Misteri, on el jugador ha de recórrer un nivell en un temps molt limitat per aconseguir certs ítems esquivant els enemics que el jugador s'anirà trobant, semblant a les Caixes Misteri de Super Mario 3D Land, que curiosament també reben aquest nom.[22]
- Enemy Blockades. Són una mena de nivells de batalla (semblants als de New Super Mario Bros. Wii o de New Super Mario Bros. U) en què es lluiten amb certs enemics depenent del món, per aconseguir una Moneda Verda.[23]
- Les Zones per aconseguir Estampacions, anomenades Cases Sprixie.[24]

A més de tots aquests nivells, també tornen:
- Els nivells normals (comptats en número; p. ex.: Món 2-5, del qual els acompanya un nom propi). També hi ha alguns nivells en què el temps compta des de 100, i que es pot sumar amb els Rellotges +, de Super Mario 3D Land.[14] També hi ha un estil de nivell en què s'ha de córrer per un espai semblant a la carretera de Mario Kart i anar derrotant els enemics que es vagi trobant, com si fos un tobogan.[14]
  - Els desbloquejables provinents d'un altre nivell (amb lletres; p. ex.: Món 3-A)
- Les Cases Toad, que poden oferir transformacions als jugadors.
- Els Castells (amb cap final).[14]
- Les Cases Fantasma.
- Una mena de tren daurat ple de moltes monedes en què té lloc una batalla amb Boom Boom i Pom Pom, caps de Super Mario 3D Land, que prenen el lloc als Vaixells Voladors de Super Mario Bros. 3.[14]
- Els Tancs. S'acaben amb una batalla. També poden haver-hi tancs a l'estil disparar "retro", amb scroll automàtic i amb vista d'ocell.

### Altres aspectes

Captura del multijugador del videojoc, en què Gat Mario i Luigi estan agafats i Gat Toad i Gata Princesa Peach derrotant un enemic nou. Tots tenen 4 vides i poden utilitzar el Cascavell de Gat com a reserva per si perden el poder.

El videojoc té mode online, per competir amb un Mii de fantasma que representi el recorregut d'algun altre jugador, o per transmetre missatges a través de Miiverse, que gràcies a les estampacions que es poden trobar a cada nivell es podran personalitzar, tot i que també poden utilitzar-se per a completar una col·lecció d'estampats. També té un mode per a quatre jugadors tant competitiu com cooperatiu, on es pot jugar amb Wii Remotes, per primera vegada en un Super Mario en 3D. Els jugadors es poden agafar entre ells, també com en New Super Mario Bros. Wii, i al final hi pot haver un rànquing de puntuació.
Ee Wii U GamePad pot moure l'angle en què es veuen els personatges, el que pot comportar que en Mario i companyia somriguin davant la càmera, a part d'utilitzar el micròfon per a bufar en el joc. També ajuda a trobar objectes ocults i per utilitzar un ítem desat, així com per utilitzar-lo si és que el televisor no està disponible (Off-TV Play). El jugador pot agafar certs ítems, com una pilota de beisbol, una closca de Koopa Troopa, un Goomba desmaiat, una pilota de futbol per a trencar una paret, lliscar sobre gel amb la Sabata Kuribo de Super Mario Bros. 3 o agafar una Planta Piranya perquè es mengi els enemics i ficar-se una corona de rei per a córrer més.
En la pantalla principal del videojoc, una icona del sprite d'en Luigi 8-bit presenta el minijoc "Luigi Bros.", que és una còpia de l'arcade Mario Bros. llançat el 1983 però amb en Luigi com a únic personatge jugable. Si en la consola Wii U existeix dades de partides de New Super Luigi U, el mode s'obre directament, i no fa falta desbloquejar-lo. També hi ha altres referències discretes a L'Any d'en Luigi en forma de Luigis 8-bits.

## Argument
Un cop acabada una expedició pel Regne Xampinyó, en Mario, en Luigi, el Toad Blau i Princesa Peach passegen pels jardins del Castell de la Princesa en una nit amb focs artificials quan veuen que un tub transparent els il·lumina el pas. Al posar-lo bé, d'aquest en surt una fada verda (del Regne de les Fades), la Princesa Sprixie (fada), del qual atrapa en Bowser amb un recipient i se'n torna per on ha vingut. Ara, els quatre personatges han de trobar la fada dins el nou i estrany Regne Fada (Sprixie Kingdom), juntament amb alguns dels seus nous companys. En el videojoc també hi ha rètols, originaris de Super Mario 3D Land principalment -ja que també apareixien en els Super Mario Galaxy-, que comuniquen algun fet en acabar el món.

## Desenvolupament
| Director    | Koichi Hayashida Kenta Mokotura (subdirector)         |
| Productors  | Shigeru Miyamoto Yoshiaki Koizumi                     |
| Compositor  | Mahito Yokota Koji Kondo Toru Minegishi Yasuaki Iwata |
| Referències | [ 32 ] [ 33 ]                                         |

Una nova entrega de la sèrie Super Mario amb gràfics en tres dimensions amb el nom provisional de "Mario 3D" es va confirmar oficialment en el Nintendo Direct del 27 de gener de 2013, dient que els primers detalls es revelarien en l'E3 del 2013 i en el Nintendo Direct PreE3 2013 de l'11 de juny. Un any abans, Nintendo va dir que no seria possible llançar una tercera entrega de la sèrie Super Mario Galaxy. En un comunicat de premsa del 28 d'agost de 2013, Nintendo anuncià que Super Mario 3D World sortiria el 22 de novembre de 2013 a Amèrica del Nord, al mateix temps que a Mario Party: Island Tour. Va sortir el 21 de novembre de 2013 al Japó, el 22 de novembre de 2013 a Amèrica del Nord, a Europa el 29 de novembre de 2013 i a Australàsia el 30 de novembre de 2013. Super Mario 3D World va ser títol de llançament per a la consola Wii U al Brasil, on va sortir el 26 de novembre de 2013.

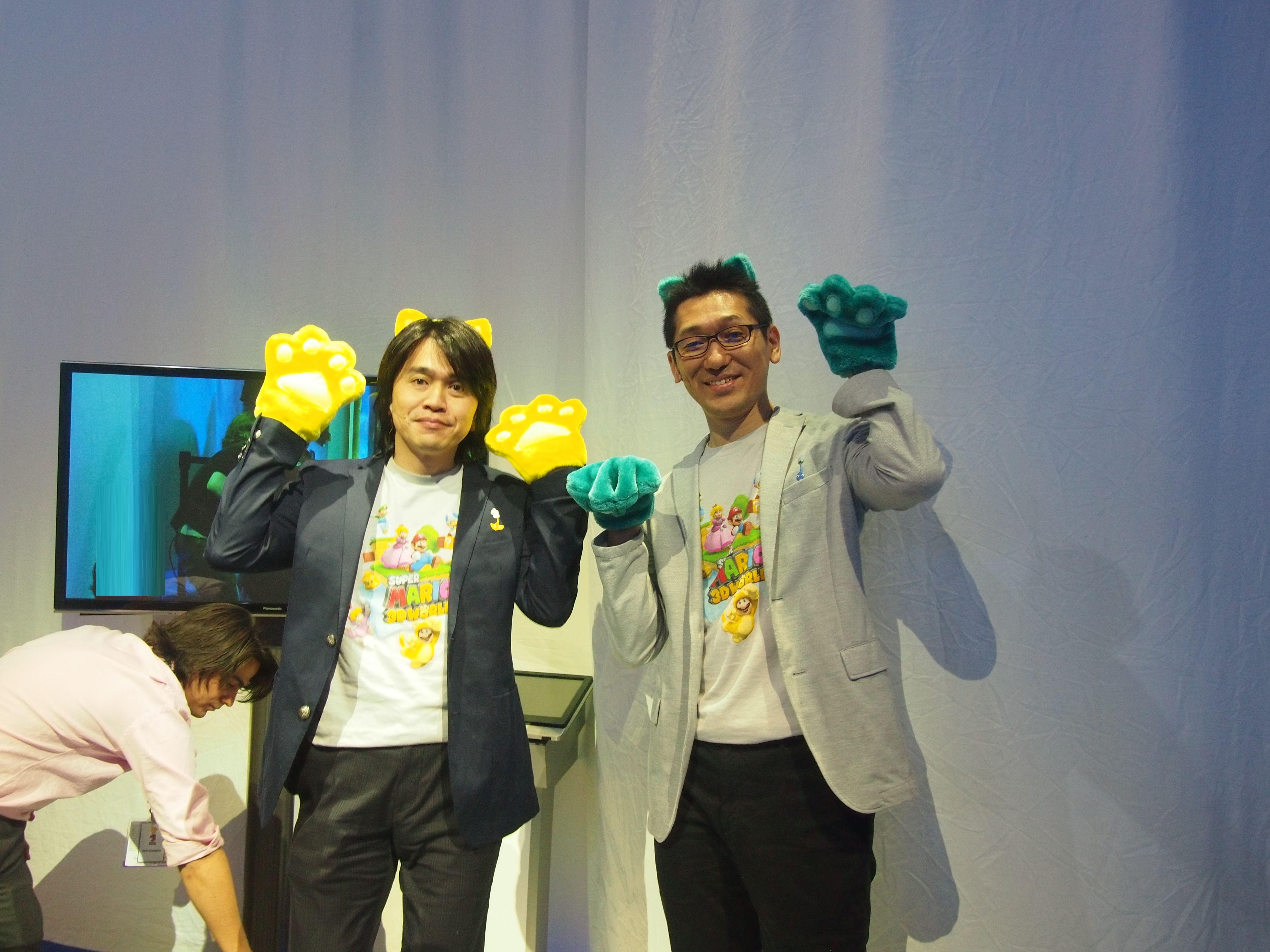
Yoshiaki Koizumi (esquerra) amb Koichi Hayashida (dreta) imitant que tenen la transformació de Gat Mario i de Granota Mario respectivament en l'E³ 2013. Els desenvolupadors van confirmar que aquesta última no apareixeria en el joc tot i que els hauria agradat.

El director del joc, Koichi Hayashida, va dir que per dissenyar els nivells, es van basar en anotacions a la paret, en jugabilitat lliure i en la nostàlgia, concretament en Super Mario Galaxy. Els productors Shigeru Miyamoto i Yoshiaki Koizumi, així com el subdirector Kenta Mokomura, van parlar de la barreja d'estils modern i retro tant per a "fans nous i vells de Mario", i de la longevitat del joc quan es descobreix cada nivell amb cada personatge i les seves habilitats. En una conversa amb Satoru Iwata es va revelar que el poder de Doble Mario va ser un error no intencionat però que van acabar implementant-lo. Llavors també van revelar que primer es mostraven reticents a afegir a Rosalina, però que des que apareix a les entregues de Mario Kart la gent "la coneixia més" i tenia un aspecte més semblant al d'una "noia normal". Els desenvolupadors també van explicar en una altra entrevista que el procés de creació del joc va durar més de tres anys, i va començar gairebé al mateix temps que van acabar Super Mario Galaxy 2 (2010) i van començar amb Super Mario 3D Land (2011). Van dir que la bandera de meta del final de nivell va ser un requisit indispensable de Shigeru Miyamoto.

## Super Mario 3D World + Bowser's Fury
Super Mario 3D World + Bowser's Fury (スーパーマリオ3Dワールド ＋ フューリーワールド, Sūpā Mario Surī Dī Wārudo + Fyūrī Wārudo) és el nom de la compilació que va sortir per a la Nintendo Switch el 12 de febrer de 2021, juntament amb unes figures amiibo de Mario gat i Peach gata. L'anunci es va fer el 3 de setembre de 2020 en motiu de la celebració del 35è aniversari del llançament original de Super Mario Bros.. El nom es deu al fet que inclou, a més del joc original, una aventura de món obert anomenada Bowser's Fury, on en Mario ha d'anar recuperant els Cat Shines ("sol felino" en espanyol) mentre explora les illes del Lake Lapcat ("Mar de los Zarpazos") i intenta aturar en Bowser, que ha esdevingut un monstre de tinta gegant anomenat Fury Bowser. En Bowser Jr. pot ajudar al jugador amb el seu pinzell per aturar enemics o revelar secrets, tant pel mateix jugador o per un segon. Eventualment, en Mario aconseguirà la Giga Shine per augmentar de mida i poder-se enfrontar a en Fury Bowser.
L'aventura del joc original es va renovar afegint un mode multijugador en línia, funcionalitat amiibo per fer aparèixer ítems de transformació, un mode cooperatiu de quatre jugadors per als nivells de Captain Toad, una funció per compartir captures de pantalla en missatges (en el qual es poden utilitzar les estampacions) i es va augmentar la velocitat de tots els personatges. El dia de llançament va alliberar-se la versió 1.1.0 per arreglar alguns errors menors.
Super Mario 3D World + Bowser's Fury va obtenir una nota mitjana de 89 a Metacritic, quan la versió de Wii U va obtenir un 93. Per exemple, la crítica d'IGN no va ser de 9,6 sinó de 7, criticant que ambdós components no es presentaven de la manera més elegant. Altres crítiques es van fixar més en la naturalesa experimental de Bowser's Fury, en alguns casos considerant-lo poc polit amb baixades de framerate i idees poc definides, repetitives i sense emoció. No obstant tot i tenint en compte la base d'usuaris de la consola Nintendo Switch comparant-la amb la de Wii U, la compilació va esdevenir el joc més ben venut als Estats Units el febrer de 2021, va vendre tres vegades més que l'original al Regne Unit els seus primers dies de llançament i a data de juny de 2021 ja ha venut 6,68 milions d'unitats mundials.

## Banda sonora
El compositor Mahito Yokota va revelar l'octubre de 2013 que hi hauria moltes bandes musicals tocant en viu, donant la sensació d'una big band amb instruments com acordions, violins, flautes, trompetes i saxofons, per a cada tipus de nivell, i que es volia donar més ritme a la banda sonora i diferenciar-la de la majestuositat de Super Mario Galaxy.
El 15 de novembre de 2013 s'anuncia la 'Super Mario 3D World Original Soundtrack', que podien comprar els membres del Club Nintendo japonès a partir del 21 de novembre de 2013, amb dos discs i 77 pistes. El dia 10 d'abril de 2014 surt al catàleg de productes del Club Nintendo europeu i australià. El 30 de març de 2015 es va rellançar a Europa.

### Llista de pistes
| \| # \| Títol japonès \| Títol anglès traduït/inclòs en el joc \| Títol literal català i equivalència dins del joc \| Durada \| \| --- \| ---------------------------- \| ---------------------------------------------- \| ------------------------------------------------ \| ------ \| \| 01. \| タイトル \| Title \| Títol \| 0:43 \| \| 02. \| WORLD 1 \| World 1 \| Món 1 \| 1:10 \| \| 03. \| スーパーベルの丘 \| Super Bell Hill \| Super Bell Hill (nivell 1-1) \| 2:08 \| \| 04. \| 地下洞窟 \| Underground Cave \| Cova \| 1:15 \| \| 05. \| スイッチサーカス \| Switch Circus / Switch Scramble Circus \| Switch Scramble Circus (nivell 1-5) \| 1:22 \| \| 06. \| コースクリア \| Course Clear \| Nivell acabat \| 0:08 \| \| 07. \| WORLD 2 \| World 2 \| Món 2 \| 1:08 \| \| 08. \| ミステリーハウス入口 \| Entrance of the Mystery House \| Entrada a la Casa Fantasma \| 0:49 \| \| 09. \| 全力! ミステリーハウス \| Full Power! Mystery House \| Tot el poder és nostre! Casa Fantasma \| 0:27 \| \| 10. \| オバケ屋敷のうごく床 \| Moving Floor at the Ghost Mansion \| Nova planta a la casa dels Fantasmes \| 3:32 \| \| 11. \| キノピオ隊長のさいしょの冒険 \| The First Adventures of Captain Toad \| La primera aventura del Capità Toad \| 1:33 \| \| 12. \| とおせんぼ! \| Block the Way! / Enemy Blockade \| Pas bloquejat! / El Blockade enemic \| 0:49 \| \| 13. \| WORLD 3 \| World 3 \| Món 3 \| 1:25 \| \| 14. \| アスレチック \| Athletic \| Atlètic \| 1:49 \| \| 15. \| ぬりつぶせ! カラーパネル \| Paint it out! Color Panels \| Pinta-ho fora! Panells de color \| 1:43 \| \| 16. \| カラーパネル de マリオ \| Color Panels de Mario \| Color Panels de Mario \| 0:23 \| \| 17. \| 対決前 \| Before the Battle \| Abans de la batalla \| 1:00 \| \| 18. \| ヘビースネーク \| Heavy Snake / Hisstocrat \| Hisstocrat (cap del món 3-B) \| 2:27 \| \| 19. \| ワールドクリア \| World Clear \| Món acabat \| 0:12 \| \| 20. \| WORLD 4 \| World 4 \| Món 4 \| 1:11 \| \| 21. \| ワイルドサバンナ \| Wild Savanna / Sprawling Savanna \| Spawling Savanna (nivell 5-4) \| 2:26 \| \| 22. \| チカチカブロック \| Flickering Block / Beat Block \| Beat Block (ítems) \| 2:50 \| \| 23. \| チョロボン炭鉱 \| Fuzzy Coal Mine / Fuzzy Time Mine \| Fuzzy Time Mine (món 6-7) \| 2:09 \| \| 24. \| ようせい姫のテーマ \| Theme of Sprixie Princesses \| Tema de les Princeses Fades \| 1:35 \| \| 25. \| ファイアブロスの砦 \| Fort Fire Bros. \| La fortalesa dels Fire Bro. \| 2:45 \| \| 26. \| ハイウェイ・バトル \| Highway Battle / Bowser's Highway Showdown \| Bowser's Highway Showdown (món 1-Castell) \| 2:27 \| \| 27. \| WORLD 5 \| World 5 \| Món 5 \| 1:10 \| \| 28. \| ダブルチェリー岬 \| The Cape of Double Cherry / Double Cherry Pass \| Double Cherry Pass (món 2-5) \| 2:22 \| \| 29. \| 人から人へ! スーパースター \| From man to man! Super Star \| De persona a persona! Super Estrella \| 0:30 \| \| 30. \| イルミネーションロード \| Illuminations Road / Footlight Lane \| Footlight Lane (nivell Bowser-4) \| 2:10 \| \| 31. \| キラーエクスプレス \| The Bullet Bill Express \| The Bullet Bill Express (nivell 3-Express) \| 2:48 \| \| 32. \| スーパータワーへの道 \| Road to the Super Tower \| Cap a la Super Torre \| 1:56 \| \| 33. \| ネコクッパ \| Meowser \| Meowser (Bowser gat) \| 0:26 \| \| 34. \| スーパータワーの決戦1 \| Decisive Battle of the Super Tower 1 \| La batalla decisiva a la Súper Torre 1 \| 1:25 \| \| 35. \| スーパータワーの決戦2 \| Decisive Battle of the Super Tower 2 \| La batalla decisiva a la Súper Torre 2 \| 2:04 \| \| 36. \| ネコクッパの最期 \| Meowser's Last \| El final d'en Meowser \| 0:52 \| \| 37. \| 大団円 \| Grand Finale \| El gran final \| 0:22 \| \| 38. \| スタッフロール \| Staff Roll \| Teló dels crèdits \| 2:09 \| |                              |                                                |                                                  |        |
| # | Títol japonès                | Títol anglès traduït/inclòs en el joc          | Títol literal català i equivalència dins del joc | Durada |
| 01. | タイトル                     | Title                                          | Títol                                            | 0:43   |
| 02. | WORLD 1                      | World 1                                        | Món 1                                            | 1:10   |
| 03. | スーパーベルの丘             | Super Bell Hill                                | Super Bell Hill (nivell 1-1)                     | 2:08   |
| 04. | 地下洞窟                     | Underground Cave                               | Cova                                             | 1:15   |
| 05. | スイッチサーカス             | Switch Circus / Switch Scramble Circus         | Switch Scramble Circus (nivell 1-5)              | 1:22   |
| 06. | コースクリア                 | Course Clear                                   | Nivell acabat                                    | 0:08   |
| 07. | WORLD 2                      | World 2                                        | Món 2                                            | 1:08   |
| 08. | ミステリーハウス入口         | Entrance of the Mystery House                  | Entrada a la Casa Fantasma                       | 0:49   |
| 09. | 全力! ミステリーハウス       | Full Power! Mystery House                      | Tot el poder és nostre! Casa Fantasma            | 0:27   |
| 10. | オバケ屋敷のうごく床         | Moving Floor at the Ghost Mansion              | Nova planta a la casa dels Fantasmes             | 3:32   |
| 11. | キノピオ隊長のさいしょの冒険 | The First Adventures of Captain Toad           | La primera aventura del Capità Toad              | 1:33   |
| 12. | とおせんぼ!                  | Block the Way! / Enemy Blockade                | Pas bloquejat! / El Blockade enemic              | 0:49   |
| 13. | WORLD 3                      | World 3                                        | Món 3                                            | 1:25   |
| 14. | アスレチック                 | Athletic                                       | Atlètic                                          | 1:49   |
| 15. | ぬりつぶせ! カラーパネル     | Paint it out! Color Panels                     | Pinta-ho fora! Panells de color                  | 1:43   |
| 16. | カラーパネル de マリオ       | Color Panels de Mario                          | Color Panels de Mario                            | 0:23   |
| 17. | 対決前                       | Before the Battle                              | Abans de la batalla                              | 1:00   |
| 18. | ヘビースネーク               | Heavy Snake / Hisstocrat                       | Hisstocrat (cap del món 3-B)                     | 2:27   |
| 19. | ワールドクリア               | World Clear                                    | Món acabat                                       | 0:12   |
| 20. | WORLD 4                      | World 4                                        | Món 4                                            | 1:11   |
| 21. | ワイルドサバンナ             | Wild Savanna / Sprawling Savanna               | Spawling Savanna (nivell 5-4)                    | 2:26   |
| 22. | チカチカブロック             | Flickering Block / Beat Block                  | Beat Block (ítems)                               | 2:50   |
| 23. | チョロボン炭鉱               | Fuzzy Coal Mine / Fuzzy Time Mine              | Fuzzy Time Mine (món 6-7)                        | 2:09   |
| 24. | ようせい姫のテーマ           | Theme of Sprixie Princesses                    | Tema de les Princeses Fades                      | 1:35   |
| 25. | ファイアブロスの砦           | Fort Fire Bros.                                | La fortalesa dels Fire Bro.                      | 2:45   |
| 26. | ハイウェイ・バトル           | Highway Battle / Bowser's Highway Showdown     | Bowser's Highway Showdown (món 1-Castell)        | 2:27   |
| 27. | WORLD 5                      | World 5                                        | Món 5                                            | 1:10   |
| 28. | ダブルチェリー岬             | The Cape of Double Cherry / Double Cherry Pass | Double Cherry Pass (món 2-5)                     | 2:22   |
| 29. | 人から人へ! スーパースター   | From man to man! Super Star                    | De persona a persona! Super Estrella             | 0:30   |
| 30. | イルミネーションロード       | Illuminations Road / Footlight Lane            | Footlight Lane (nivell Bowser-4)                 | 2:10   |
| 31. | キラーエクスプレス           | The Bullet Bill Express                        | The Bullet Bill Express (nivell 3-Express)       | 2:48   |
| 32. | スーパータワーへの道         | Road to the Super Tower                        | Cap a la Super Torre                             | 1:56   |
| 33. | ネコクッパ                   | Meowser                                        | Meowser (Bowser gat)                             | 0:26   |
| 34. | スーパータワーの決戦1        | Decisive Battle of the Super Tower 1           | La batalla decisiva a la Súper Torre 1           | 1:25   |
| 35. | スーパータワーの決戦2        | Decisive Battle of the Super Tower 2           | La batalla decisiva a la Súper Torre 2           | 2:04   |
| 36. | ネコクッパの最期             | Meowser's Last                                 | El final d'en Meowser                            | 0:52   |
| 37. | 大団円                       | Grand Finale                                   | El gran final                                    | 0:22   |
| 38. | スタッフロール               | Staff Roll                                     | Teló dels crèdits                                | 2:09   |

| \| # \| Títol japonès \| Títol anglès traduït/inclòs en el joc \| Títol literal català i equivalència dins del joc \| Durada \| \| --- \| --------------------------------- \| --------------------------------------------------- \| ------------------------------------------------------------------------------ \| ------ \| \| 01. \| ジュンビチュウ･･･ \| Now Loading... \| Carregant \| 0:35 \| \| 02. \| ようせいの国へ \| To the Sprixie Kingdom \| Cap al Regne Sprixie \| 1:29 \| \| 03. \| ツッコンドル遺跡 \| Conkdor Ruins / Conkdor Canyon \| Conkdor Canyon (món 2-1) \| 2:19 \| \| 04. \| ダッシュレーシング \| Dash Racing / Mount Must Dash \| Mount Must Dash (món 3-6) \| 1:24 \| \| 05. \| 次のワールドへ \| To the Next World \| Cap al següent món \| 0:20 \| \| 06. \| WORLD 6 \| World 6 \| Món 6 \| 1:36 \| \| 07. \| スノーボールパーク \| Snowball Park \| Snowball Park (nivell 3-1) \| 2:01 \| \| 08. \| キノピオの家 \| Toad House \| Casa Toad \| 0:46 \| \| 09. \| 謎のからくり城 \| Mysterious Mechanism Castle / Hands-On Hall \| Hands-On Hall (món 6-3) \| 2:19 \| \| 10. \| キノピオ隊長とオバケ屋敷 \| Captain Toad and the Ghost Mansion \| El capità Toad i la Casa Fantasma \| 1:08 \| \| 11. \| 集めたよ! \| Collected! \| Col·leccionat! \| 0:05 \| \| 12. \| サンサンビーチ～水中 \| Sunshine Beach / Sunshine Seaside ~ Underwater \| Sunshine Seaside (tema sota l'aigua, món 5-1) \| 3:26 \| \| 13. \| クッパランドのテーマ \| Theme of Bowser Land \| Tema del Món 7 \| 1:16 \| \| 14. \| WORLD 7 \| World 7 / World Castle \| Món Castell \| 1:09 \| \| 15. \| キラー戦車 \| The Bullet Bill Tank / Bowser's Bullet Bill Brigade \| Bowser's Bullet Bill Brigade (món 2-Tanc) \| 2:29 \| \| 16. \| プンプン \| Pom Pom \| Tema del cap Pom Pom \| 2:05 \| \| 17. \| のびのびパックンの沼 \| Piranha Creeper Swamp / Piranha Creeper Creek \| Piranha Creeper Creek (nivell 4-2) \| 3:02 \| \| 18. \| 巨大マリオ \| Mega Mario \| Tema d'en Mega Mario \| 0:23 \| \| 19. \| ルーレットハウス \| Roulette House \| Casa Ruleta \| 1:12 \| \| 20. \| 溶岩湖 \| Lava Lake \| Simmering Lava Lake (món Castell-7) \| 2:50 \| \| 21. \| クッパを追いかけろ! \| Chase the Bowser! \| Captura el Bowse r \| 0:43 \| \| 22. \| WORLD 8 \| World 8 / World Bowser \| Món Bowser \| 1:22 \| \| 23. \| クッパの溶岩城 \| Bowser's Lava Castle / Bowser's Lava Lake Keep \| Bowser's Lava Lake Keep (món Castell-Castell) \| 2:38 \| \| 24. \| ブンブン \| Boom Boom \| Tema del cap Boom Boom \| 1:45 \| \| 25. \| プレッシー \| Plessie \| En Pleesie \| 0:44 \| \| 26. \| ザブンリバー \| Splash River / Plessie's Plunging Falls \| Plessie's Plunging Falls (món 1-4) \| 1:34 \| \| 27. \| ミス \| Miss \| Game Over \| 0:06 \| \| 28. \| ボスブンレツ \| Boss Fission / Motley Bossblob \| Motley Bossblob (cap que apareix en el món 6-C o Motley Bossblob's Big Battle) \| 2:10 \| \| 29. \| 勝利のマーチ \| March of a Victory \| Marxa cap a la Victòria \| 0:49 \| \| 30. \| コースクリア （Short Ver.） \| Course Clear (Short Ver.) \| Versió curta de Nivell Acabat \| 0:07 \| \| 31. \| いざ! 空の彼方へ \| Let's Go to the Distance of the Sky! \| Anem fins a la distància del cel! \| 0:22 \| \| 32. \| WORLD スター \| World Star \| Món Estrella \| 1:22 \| \| 33. \| レインボーパーク \| Rainbow Park / Rainbow Run \| Rainbow Run (món Estrella-1) \| 1:22 \| \| 34. \| カラーパネル de リンク \| Color Panels de Link \| Color Panels de Link \| 0:36 \| \| 35. \| ブロックランド \| Block Land / Super Block Land \| Super Block Land (món Estrella-5) \| 1:29 \| \| 36. \| WORLD キノコ～フラワー \| World Mushroom ~ Flower \| Música dels mons Xampinyó o Flor \| 2:22 \| \| 37. \| キノピオ隊長のさいごの冒険 \| The Last Adventures of Captain Toad \| Les últimes aventures del Capità Toad \| 2:10 \| \| 38. \| チャンピオンシップロード \| Championship Road / Champion's Road \| Champion's Road (món Corona-Corona) \| 4:00 \| \| 39. \| スーパーマリオ 3Dワールドのテーマ \| Theme of Super Mario 3D World \| Tema de Super Mario 3D World \| 1:38 \| |                                   |                                                     |                                                                                |        |
| # | Títol japonès                     | Títol anglès traduït/inclòs en el joc               | Títol literal català i equivalència dins del joc                               | Durada |
| 01. | ジュンビチュウ･･･                 | Now Loading...                                      | Carregant                                                                      | 0:35   |
| 02. | ようせいの国へ                    | To the Sprixie Kingdom                              | Cap al Regne Sprixie                                                           | 1:29   |
| 03. | ツッコンドル遺跡                  | Conkdor Ruins / Conkdor Canyon                      | Conkdor Canyon (món 2-1)                                                       | 2:19   |
| 04. | ダッシュレーシング                | Dash Racing / Mount Must Dash                       | Mount Must Dash (món 3-6)                                                      | 1:24   |
| 05. | 次のワールドへ                    | To the Next World                                   | Cap al següent món                                                             | 0:20   |
| 06. | WORLD 6                           | World 6                                             | Món 6                                                                          | 1:36   |
| 07. | スノーボールパーク                | Snowball Park                                       | Snowball Park (nivell 3-1)                                                     | 2:01   |
| 08. | キノピオの家                      | Toad House                                          | Casa Toad                                                                      | 0:46   |
| 09. | 謎のからくり城                    | Mysterious Mechanism Castle / Hands-On Hall         | Hands-On Hall (món 6-3)                                                        | 2:19   |
| 10. | キノピオ隊長とオバケ屋敷          | Captain Toad and the Ghost Mansion                  | El capità Toad i la Casa Fantasma                                              | 1:08   |
| 11. | 集めたよ!                         | Collected!                                          | Col·leccionat!                                                                 | 0:05   |
| 12. | サンサンビーチ～水中              | Sunshine Beach / Sunshine Seaside ~ Underwater      | Sunshine Seaside (tema sota l'aigua, món 5-1)                                  | 3:26   |
| 13. | クッパランドのテーマ              | Theme of Bowser Land                                | Tema del Món 7                                                                 | 1:16   |
| 14. | WORLD 7                           | World 7 / World Castle                              | Món Castell                                                                    | 1:09   |
| 15. | キラー戦車                        | The Bullet Bill Tank / Bowser's Bullet Bill Brigade | Bowser's Bullet Bill Brigade (món 2-Tanc)                                      | 2:29   |
| 16. | プンプン                          | Pom Pom                                             | Tema del cap Pom Pom                                                           | 2:05   |
| 17. | のびのびパックンの沼              | Piranha Creeper Swamp / Piranha Creeper Creek       | Piranha Creeper Creek (nivell 4-2)                                             | 3:02   |
| 18. | 巨大マリオ                        | Mega Mario                                          | Tema d'en Mega Mario                                                           | 0:23   |
| 19. | ルーレットハウス                  | Roulette House                                      | Casa Ruleta                                                                    | 1:12   |
| 20. | 溶岩湖                            | Lava Lake                                           | Simmering Lava Lake (món Castell-7)                                            | 2:50   |
| 21. | クッパを追いかけろ!               | Chase the Bowser!                                   | Captura el Bowse r                                                             | 0:43   |
| 22. | WORLD 8                           | World 8 / World Bowser                              | Món Bowser                                                                     | 1:22   |
| 23. | クッパの溶岩城                    | Bowser's Lava Castle / Bowser's Lava Lake Keep      | Bowser's Lava Lake Keep (món Castell-Castell)                                  | 2:38   |
| 24. | ブンブン                          | Boom Boom                                           | Tema del cap Boom Boom                                                         | 1:45   |
| 25. | プレッシー                        | Plessie                                             | En Pleesie                                                                     | 0:44   |
| 26. | ザブンリバー                      | Splash River / Plessie's Plunging Falls             | Plessie's Plunging Falls (món 1-4)                                             | 1:34   |
| 27. | ミス                              | Miss                                                | Game Over                                                                      | 0:06   |
| 28. | ボスブンレツ                      | Boss Fission / Motley Bossblob                      | Motley Bossblob (cap que apareix en el món 6-C o Motley Bossblob's Big Battle) | 2:10   |
| 29. | 勝利のマーチ                      | March of a Victory                                  | Marxa cap a la Victòria                                                        | 0:49   |
| 30. | コースクリア （Short Ver.）       | Course Clear (Short Ver.)                           | Versió curta de Nivell Acabat                                                  | 0:07   |
| 31. | いざ! 空の彼方へ                  | Let's Go to the Distance of the Sky!                | Anem fins a la distància del cel!                                              | 0:22   |
| 32. | WORLD スター                      | World Star                                          | Món Estrella                                                                   | 1:22   |
| 33. | レインボーパーク                  | Rainbow Park / Rainbow Run                          | Rainbow Run (món Estrella-1)                                                   | 1:22   |
| 34. | カラーパネル de リンク            | Color Panels de Link                                | Color Panels de Link                                                           | 0:36   |
| 35. | ブロックランド                    | Block Land / Super Block Land                       | Super Block Land (món Estrella-5)                                              | 1:29   |
| 36. | WORLD キノコ～フラワー            | World Mushroom ~ Flower                             | Música dels mons Xampinyó o Flor                                               | 2:22   |
| 37. | キノピオ隊長のさいごの冒険        | The Last Adventures of Captain Toad                 | Les últimes aventures del Capità Toad                                          | 2:10   |
| 38. | チャンピオンシップロード          | Championship Road / Champion's Road                 | Champion's Road (món Corona-Corona)                                            | 4:00   |
| 39. | スーパーマリオ 3Dワールドのテーマ | Theme of Super Mario 3D World                       | Tema de Super Mario 3D World                                                   | 1:38   |

## Recepció

### Crítica
Super Mario 3D World va rebre una crítica excel·lent, amb una nota mitjana de 93 sobre 100 segons Metacritic.
La revista japonesa Famitsu va elogiar el joc amb un 38/40. La Official Nintendo Magazine, la revista oficial de Nintendo al Regne Unit, li va donar al joc una puntuació de 93%, opinant que "Super Mario 3D World fa que tots els altres semblen haver usat l'alta definició en el camí equivocat."
La revista Forbes va destacar el mode multijugador cooperatiu de quatre jugadors, la mecànica inclusiva del joc, les habilitats de cada personatge i les noves transformacions. El The New York Times diu que "no només és el millor joc per Wii U, sinó el millor d'aquesta tardor, d'aquest 2013 i d'aquesta generació." La revista nord-americana The New Yorker va triar Super Mario 3D World el millor joc del 2013.

Imatge de Super Mario 3D World que mostra les opinions de la crítica especialitzada espanyola, publicada per Nintendo Espanya en el dia de llançament europeu.

The Guardian li va donar la puntuació màxima. Diverses pàgines web especialitzades com God is a Gek, Cheat Code Central i Digital Spy, el van considerar un joc perfecte. Amb un 10, Nintendo Life resumeix l'experiència en quelcom "tremendament agradable, ferma i impecablement estructurada. Recorda Super Mario 64 alhora que proporciona el punt de partida ideal per a aquells que prefereixen 2D. El multijugador és... potser no tan bo". Amb un 100, Nintendo World Report diu: "Afortunadament 3D World no és només un refinament de la fórmula de Mario, és una potent re-imaginació. És una cavalcada explosiu de color i emoció, així com una evolució ben pensada de Mario".
IGN, amb un 9,6, diu: "Es compleix la promesa d'un Mario multijugador molt millor que qualsevol cosa que Nintendo ha fet abans. Super Mario 3D World és meravellós, i la seva constant varietat i fantàstic co-op demostra que Nintendo encara sap exactament com ajustar la seva fórmula de Mario en formes divertides". MeriStation, amb un 95: "És un dels millors Mario. És una barreja perfecta entre el New Super Mario Bros. en la cooperació, l'experiència de Super Mario 3D Land i algunes de les millors competències d'altres jocs de la franquícia. Amb el segell de Nintendo EAD.". Edge Magazine, amb un 90: "Es tracta de Mario com mai ho has vist abans, i al contrari que molts dels seus rivals de nova generació, arriba als 60fps totalment estables sense esforç". Digital Foundry, especialistes en tecnologia dels videojocs i subsidiària d'Eurogamer, van analizar tècnicament el joc i van confirmar aquesta tesi. GameSpot, amb la mateixa nota: "Tot el que es pot veure i fer dins dels seus nivells fascinants és tan brillant, colorit i ple de sorpresa que és impossible no deixar-se portar pels seus encants".
El francès JeuxActu li posa un 85, comentant que utilitza la mecànica d'un altre segle, i alhora preguntant-se si Nintendo té la culpa si les receptes antigues encara funcionin: "l'assumpció de riscos es manté mínima, i els jugadors fanàtics gaudeixen sobretot dels últims dos mons, malgrat un nivell de dificultat que ha millorat significativament. Impossible oblidar el disseny dels nivells i la precisió del joc, que el defineixen. Fins i tot, el mode multijugador és bo tot i alguns problemes amb la càmera". Les pitjors notes que es poden trobar a Metacritic, amb un 60 sobre 100, ho consideren una "entrega familiar més".

### Vendes
Super Mario 3D World va ser, a data de 25 de novembre de 2013, el videojoc més venut en l'eShop nord-americana, segons l'institut EDGE. El 2 de gener de 2014 les vendes de Super Mario 3D World van superar el milió en físic a tot el món durant la primera meitat de desembre de 2013.
Va ser el videojoc més venut en Wii U el 18 de gener de 2014 al Regne Unit. Encara al juny, podia arribar a ser el segon joc més ben venut. Va ser el 32è videojoc més venut al Japó en el període de 30 de juny a 6 de juliol de 2014.
A data de 16 de maig de 2015 va vendre dos milions de còpies a Amèrica del Nord i més de quatre a tot el món. Fins al 30 de juny de 2015 va vendre 4,30 M a tot el món, convertint-se en el quart joc més venut per a Wii U a nivell mundial. A data de setembre de 2020, va vendre 5,87 milions d'unitats, esdevenint el segon joc més ben venut de la història de la Wii U darrere de Mario Kart 8.

### Màrqueting
Nintendo va organitzar, durant els mesos anteriors i posteriors al llançament del joc, diversos esdeveniments per tot el món per promocionar-lo. Alguns d'aquests van ser oferir demos del joc en alguns aeroports o centres comercials nord-americans, oferir descomptes per als usuaris de l'aleshores funcional Club Nintendo, concursos de dibuix i una web-sèrie periòdica (The Cat Mario Show) on s'aprofita per promocionar altres jocs i promocions persistents per les xarxes socials incloent-ne tuits periòdics. També es va oferir la possibilitat d'obtenir ítems temàtics en altres jocs com l'exclusivament japonès Daigasso Band Brothers P (per a 3DS) o un "Costume Mario" per a Super Mario Maker. En l'E³ 2014 es va anunciar un spin-off del joc, Captain Toad: Treasure Tracker, basat en els minijocs de The Adventures of Captain Toad. Més tard van sortir-ne versions per a Nintendo Switch i Nintendo 3DS.
Es van anunciar diversos paquets temàtics que incloïen la consola Wii U i el joc físic. Als Estats Units va sortir el setembre del 2014 un paquet que incloïa la versió Premium i també Nintendo Land, a la botiga online britànica va sortir a l'octubre de 2014 un altre que en aquest cas tenia Mario Kart 8 d'afegit, a Europa va sortir un paquet amb New Super Mario Bros. U + New Super Luigi U i Super Mario 3D World i a la botiga oficial nord-americana va sortir el març de 2015 un paquet "recondicionat" Premium amb només Super Mario 3D World d'afegit
Entre el marxandatge que es va disponibilitzar al Japó s'inclouen: imans, peces acoblables i clauers metàl·lics fets per Bandai; figures de Mario als restaurants McDonald's; laberints pinball i balancins de gashapon fets per Epoch; ninots de peluix; mini-rèpliques, clauers, segells i altres elements de papereria de Takara Tomy Arts; titelles de San-ei Boeki i unes línies d'ous de xocolata de Furuta A Occident van sortir unes figures muntables, dins la línia "Mystery Figure Bags" de K'Nex, i unes figures d'alta qualitat de "First 4 Figures". Per a les persones que reservessin el joc en botigues espanyoles, podien rebre un penjoll, un clauer o una caixa de col·leccionista. En algunes botigues britàniques es va oferir un estoig "felput".
El joc va re-sortir al'Amèrica del Nord amb una caràtula vermella el juny del 2014, que destacava una de les premiacions que va rebre. L'11 de març de 2016 el videojoc va rellançar-se amb un preu rebaixat sota la línia Nintendo Selects a Amèrica del Nord. Es va rellançar a Europa dins la mateixa línia el 30 de setembre de 2016.

### Premis i nominacions
| \| Any \| Premi \| Categoria \| Resultat \| \| ---- \| ----------------------------------------- \| ------------------------------------------------- \| --------- \| \| 2013 \| Cheat Code Central 7th Annual Cody Awards \| Millor Joc Nintendo \| Guanyador \| \| 2013 \| Destructroid's Best of E3 \| Millor Joc de Wii U \| Nominat \| \| 2013 \| Destructroid's Best of E3 \| Millor Plataformes \| Nominat \| \| 2013 \| Digital Spy \| Joc de L'Any \| Guanyador \| \| 2013 \| GameTrailers Game of the Year Awards 2013 \| Joc de L'Any \| Nominat \| \| 2013 \| GameTrailers Game of the Year Awards 2013 \| Millor Joc Nintendo \| Guanyador \| \| 2013 \| EGM Best of E3 \| Millor Joc Wii U \| Guanyador \| \| 2013 \| GameRevolution \| Joc de L'Any \| Nominat \| \| 2013 \| GameRevolution \| Publicador de L'Any (Nintendo) \| Guanyador \| \| 2013 \| GameRevolution \| Millor Exclusiu Wii U \| Guanyador \| \| 2013 \| GameSpot Awards \| Joc de L'Any \| Nominat \| \| 2013 \| GameSpot Awards \| Millor Joc Wii U \| Guanyador \| \| 2013 \| GameTrailers Best of E3 \| Millor Exclusiu Wii U \| Nominat \| \| 2013 \| Giant Bomb Best of E3 \| Millor Exclusiu Wii U \| Nominat \| \| 2013 \| Eurogamer \| Joc de L'Any \| Guanyador \| \| 2013 \| IGN's Best Of 2013 \| Joc de L'Any \| Nominat \| \| 2013 \| IGN's Best Of 2013 \| Millor Música Totalment \| Nominat \| \| 2013 \| IGN's Best Of 2013 \| Millor Plataformes Totalment \| Guanyador \| \| 2013 \| IGN's Best Of 2013 \| Joc de L'Any Wii U \| Guanyador \| \| 2013 \| IGN's Best Of 2013 \| Millor Música de Wii U \| Guanyador \| \| 2013 \| IGN's Best Of 2013 \| Millors Gràfics de Wii U \| Guanyador \| \| 2013 \| IGN's Best Of 2013 \| Millor Plataformes de Wii U \| Guanyador \| \| 2013 \| IGN's Best of E3 \| Millor Joc en Definitiva \| Nominat \| \| 2013 \| IGN's Best of E3 \| Millor Joc de Wii U \| Nominat \| \| 2013 \| IGN's Best of E3 \| Millor Plataformes \| Nominat \| \| 2013 \| The Nerdist Best of E3 \| Millor Plataformes \| Guanyador \| \| 2013 \| Spike VGX \| Joc de L'Any \| Nominat \| \| 2013 \| Spike VGX \| Millor Joc de Nintendo \| Guanyador \| \| 2014 \| 32ª Golden Joystick Awards \| Millor Multijugador \| Nominat \| \| 2014 \| 32ª Golden Joystick Awards \| Millor Àudio \| Nominat \| \| 2014 \| 32ª Golden Joystick Awards \| Millor Joc de L'Any \| Nominat \| \| 2014 \| Japan Game Awards \| "Award for Excellence" ("Premi per Excel·lència") \| Guanyador \| |                                           |                                                   |           |
| Any | Premi                                     | Categoria                                         | Resultat  |
| 2013 | Cheat Code Central 7th Annual Cody Awards | Millor Joc Nintendo                               | Guanyador |
| 2013 | Destructroid's Best of E3                 | Millor Joc de Wii U                               | Nominat   |
| 2013 | Destructroid's Best of E3                 | Millor Plataformes                                | Nominat   |
| 2013 | Digital Spy                               | Joc de L'Any                                      | Guanyador |
| 2013 | GameTrailers Game of the Year Awards 2013 | Joc de L'Any                                      | Nominat   |
| 2013 | GameTrailers Game of the Year Awards 2013 | Millor Joc Nintendo                               | Guanyador |
| 2013 | EGM Best of E3                            | Millor Joc Wii U                                  | Guanyador |
| 2013 | GameRevolution                            | Joc de L'Any                                      | Nominat   |
| 2013 | GameRevolution                            | Publicador de L'Any (Nintendo)                    | Guanyador |
| 2013 | GameRevolution                            | Millor Exclusiu Wii U                             | Guanyador |
| 2013 | GameSpot Awards                           | Joc de L'Any                                      | Nominat   |
| 2013 | GameSpot Awards                           | Millor Joc Wii U                                  | Guanyador |
| 2013 | GameTrailers Best of E3                   | Millor Exclusiu Wii U                             | Nominat   |
| 2013 | Giant Bomb Best of E3                     | Millor Exclusiu Wii U                             | Nominat   |
| 2013 | Eurogamer                                 | Joc de L'Any                                      | Guanyador |
| 2013 | IGN's Best Of 2013                        | Joc de L'Any                                      | Nominat   |
| 2013 | IGN's Best Of 2013                        | Millor Música Totalment                           | Nominat   |
| 2013 | IGN's Best Of 2013                        | Millor Plataformes Totalment                      | Guanyador |
| 2013 | IGN's Best Of 2013                        | Joc de L'Any Wii U                                | Guanyador |
| 2013 | IGN's Best Of 2013                        | Millor Música de Wii U                            | Guanyador |
| 2013 | IGN's Best Of 2013                        | Millors Gràfics de Wii U                          | Guanyador |
| 2013 | IGN's Best Of 2013                        | Millor Plataformes de Wii U                       | Guanyador |
| 2013 | IGN's Best of E3                          | Millor Joc en Definitiva                          | Nominat   |
| 2013 | IGN's Best of E3                          | Millor Joc de Wii U                               | Nominat   |
| 2013 | IGN's Best of E3                          | Millor Plataformes                                | Nominat   |
| 2013 | The Nerdist Best of E3                    | Millor Plataformes                                | Guanyador |
| 2013 | Spike VGX                                 | Joc de L'Any                                      | Nominat   |
| 2013 | Spike VGX                                 | Millor Joc de Nintendo                            | Guanyador |
| 2014 | 32ª Golden Joystick Awards                | Millor Multijugador                               | Nominat   |
| 2014 | 32ª Golden Joystick Awards                | Millor Àudio                                      | Nominat   |
| 2014 | 32ª Golden Joystick Awards                | Millor Joc de L'Any                               | Nominat   |
| 2014 | Japan Game Awards                         | "Award for Excellence" ("Premi per Excel·lència") | Guanyador |